# Добринська сільська рада (Александровський район)
До́бринська сільська рада (рос. Добринский сельский совет) — сільське поселення у складі Александровського району Оренбурзької області Росії.
Адміністративний центр — село Добринка.

## Населення
Населення — 655 осіб (2019; 835 в 2010, 1129 у 2002).

## Склад
До складу сільської ради входять:
| Населений пункт    | Населення, осіб (2002) | Населення, осіб (2010) |
| ------------------ | ---------------------- | ---------------------- |
| Архангеловка, село | 54                     | 0                      |
| Добринка, село     | 648                    | 530                    |
| Загорський, селище | 301                    | 236                    |
| Михайловка, село   | 126                    | 69                     |